# Obermaier Racing
Obermaier Racing est une équipe de sport automobile allemande ayant appartenu à Jürgen Lässig et Otto Altenbach. Elle a participé, en tant qu'équipe privée Porsche, au championnat du monde des voitures de sport ainsi qu'à de nombreux championnats internationaux. L'Obermaier Racing a cessé toute activité en 2004.

## Histoire

### Saison 1983

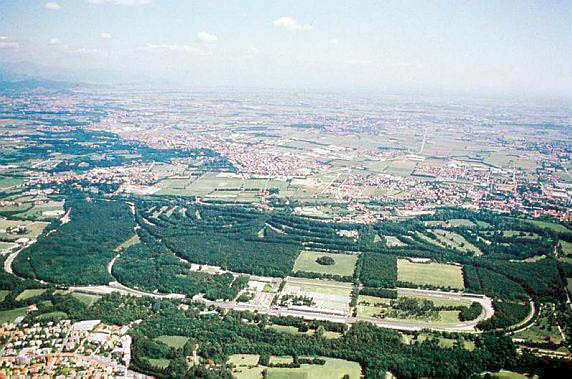
Une vue aérienne du circuit des 1000 km de Monza.

L'Obermaier Racing engage sa Porsche 956 dans la manche d'ouverture du Championnat du Monde aux 1000 km de Monza. Lors de l'épreuve DRM de Zolder, Jürgen Lässig avait eu un accident et à la suite de celui-ci, il souffre du poignet. L'équipage originellement prévu pour les 1 000 km de Monza avec Axel Plankenhorn (de) est alors renforcé avec Jürgen Barth. Grâce au partenariat signé avec BOSS, l'écurie étrenne également lors de cette manche la nouvelle livrée de la voiture. Le trio germanique a du mal à briller lors des essais car il qualifie leur voiture à la dernière position des 956. Grâce à une série d'évènements favorisant la voiture, une remontée est effectuée lors de la course et la voiture finit en 4e position, a dix tours du vainqueur. Pour les 1 000 km de Silverstone, Harald Grohs remplace Jürgen Barth. Comme nouveauté technique, l'écurie met en place sur la voiture un nouveau capot arrière donnant plus d'appui. L'équipage progresse par rapport à Monza et se qualifie en 8e position. Pour la course, la piste est humide mais il ne pleut pas. Axel Plankenhorn (de) décide alors de partir en pneus slicks. La piste s'asséchant tour après tour, la décision prise était la bonne. Comme à Monza, la voiture progresse dans le classement et finit en 4e position. Pour la troisième manche du championnat, les 1 000 km du Nürburgring, un nouveau changement de pilote est effectué et Hans Heyer remplace Harald Grohs. Comme à Silverstone, la piste est humide mais il ne pleut pas donc Axel Plankenhorn (de) décide encore de partir en pneu slick. En profitant des différents abandons et autres faits de course, la voiture finit de nouveau à la 4e place. Après Jürgen Barth, Harald Grohs et Hans Heyer, c'est au tour de la Sud-africaine Desiré Wilson de rejoindre l'écurie pour les 24 heures du Mans. Axel Plankenhorn (de) qualifie la voiture à la 12e place sur la grille. Durant l'épreuve, la voiture rencontre quelques petits problèmes tel qu'un raccord de frein défectueux et un mélange d'essence trop pauvre mais finit l'épreuve à la 7e position. À partir de l'épreuve suivante, les 1 000 km de Brands Hatch, Hervé Regout rejoint l'écurie à la place de Desiré Wilson et l'équipage n’évoluera plus de la saison. Axel Plankenhorn (de) qualifie la voiture à la 9e place sur la grille. Avec un départ sous la pluie, la stratégie de l'équipe est très prudente, stratégie qui donne raison à l'écurie car la voiture progresse jusqu'à la 5e place à l'arrivée, terminant à plus de 16 tours du vainqueur. L'Obermaier Racing termine la saison par les deux manches italiennes du Championnat d'Europe des Voitures de Sport en faisant l'impasse sur les manches de Fuji et de Kyalami. Lors des 1 000 km d'Imola, Axel Plankenhorn (de) qualifie la voiture à la 8e place et finit la course en 5e position. Lors des 1 000 km du Mugello, Axel Plankenhorn (de) qualifie de nouveau la voiture à la 8e place et termine encore en 5e position la course. Cette première saison aura été marquée par une grande régularité, ainsi qu'une fiabilité pratiquement sans faille. Axel Plankenhorn (de) termine 7e au championnat d'Europe des Pilotes, Jürgen Lässig une place derrière.

### Saison 1984

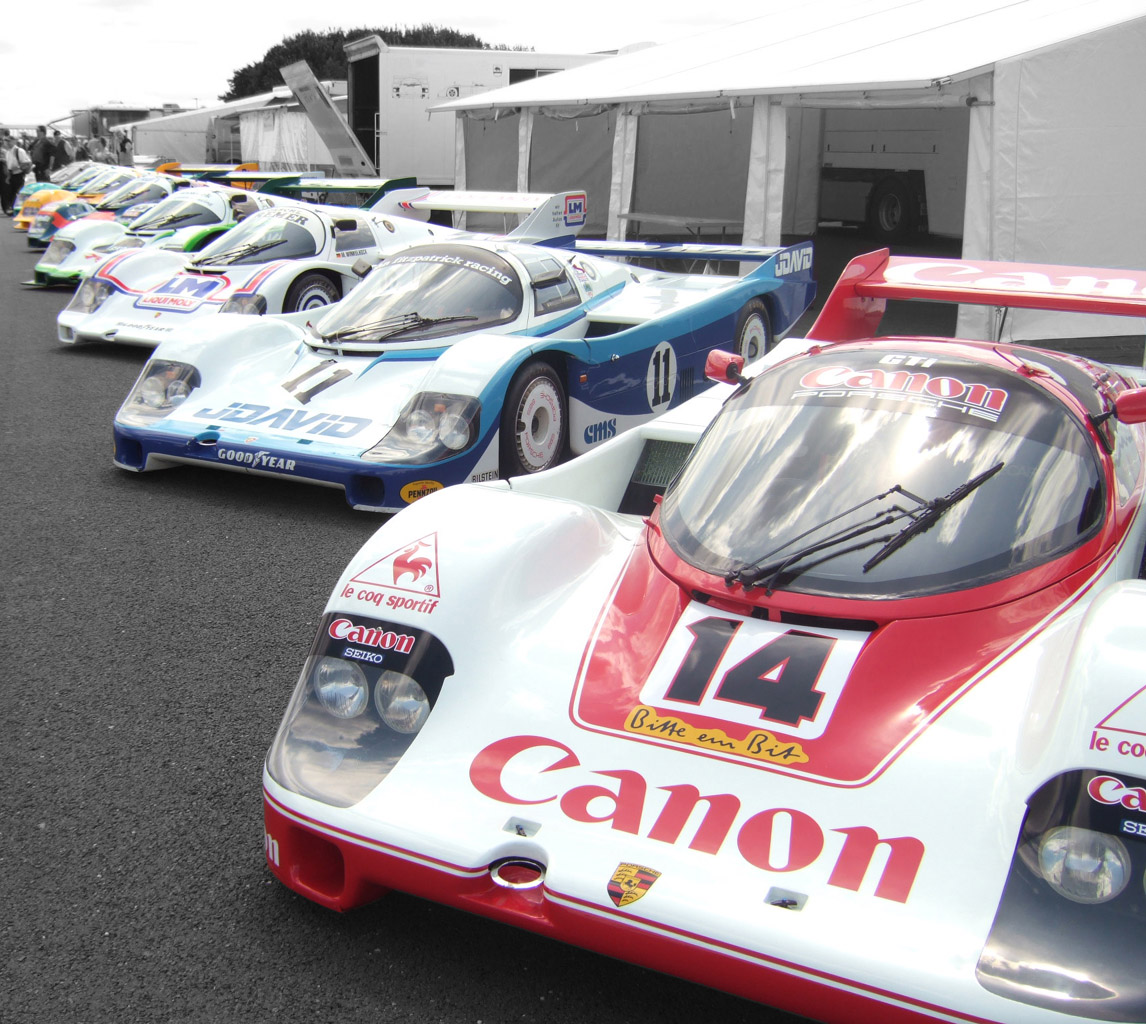
Porsche 956 ayant couru en Championnat du Monde des voitures de sports.

Pour la seconde saison de l'Obermaier Racing en Championnat du monde des voitures de sport, BOSS maintient son partenariat avec l'écurie mais la livrée de la voiture évolue légèrement avec un dégradé turquoise qui remplace la carrosserie bleue nuit, tout en conservant le même esprit de décoration que pour la saison précédente. D'un point de vue technique, la voiture évolue aussi avec l'adoption d'un capot avant à bord d'attaque fin qui génère plus d'appui ainsi que le Motronic. Pour les 1000 km de Monza, aux mains de Axel Plankenhorn (de), Jürgen Lässig et George Fouché, elle réussit à passer à travers l’épidémie de casses moteur que les Porsche 956 rencontrent durant cette épreuve. Axel Plankenhorn (de) qualifie la voiture à la 14e place, dernière des Porsche 956. La course ne permettra pas de ramener un bon résultat car lors d'un relais, Jürgen Lässig perd une roue et abandonne. Pour les 1 000 km de Silverstone, Hervé Regout remplace Axel Plankenhorn (de). Comme pour Monza, la voiture sera la moins performante des Porsche 956, partant de la 17e position sur la grille. La course commence tout de même de bonne manière car la voiture réussit à remonter jusqu'à la 8e place lorsque, et comme à Monza, une de ses roues se désolidarise. Pour les 24 Heures du Mans, John Graham remplace Hervé Regout. Les essais se concluent par une qualification en milieu de grille. Le début de course se passe également sans soucis. Pendant la nuit, George Fouché crève une première fois à Mulsanne. À la suite de cela, la voiture passe un peu plus d'une heure au stand pour réparation. George Fouché repart mais au bout de trois tours, il perd la roue réparée et abandonne. Pour les 1 000 km du Nürburgring, David Sutherland et Mike Thackwell rejoignent Jürgen Lässig. Lors des essais, des problèmes sont rencontrés avec le turbo. Lors de la course, la voiture connait un problème de balance des freins, qui la rend la voiture difficile à conduire. La voiture passe tout de même le drapeau à damier en 21e position. Pour les 1000 km de Spa, Hervé Regout fait son retour dans l'écurie avec son compatriote Philippe Martin pour prêter main-forte à Jürgen Lässig. À partir de cette manche, les pneus Goodyear remplacent les Dunlop. La voiture se qualifie en 11e position sur la grille et effectue une belle course pour finir en 5e position. Pour les 1 000 km d'Imola, Harald Grohs reprend sa place dans l'écurie à la place de Philippe Martin. Il qualifie la voiture en 11e position et la saison se conclut par une 6e place.

### Saison 1985
Pour cette nouvelle saison, Boss, qui avait accompagné l'Obermaier Racing en tant que partenaire, arrête son support. C'est avec une voiture pratiquement vierge de partenaires que l'écurie prend part à la première épreuve de la saison, les 1 000 km du Mugello. L'équipage de la voiture  est constitué de Mike Thackwell, Hervé Regout et Jürgen Lässig. Malgré les faibles développements effectués sur la voiture, Mike Thackwell obtient la 9e position sur la grille de départ. Une perte de roue en début de course handicape l'écurie qui se retrouve alors en 6e position. La voiture réussit alors une remontée significative en partie due à la faiblesse du plateau et en profitant des abandons parmi les leaders. La voiture passe sous le drapeau à damier en 6e position. Pour la seconde épreuve de la saison, les 1 000 km de Monza, Jesús Pareja intégre l'équipe et remplace Mike Thackwell. L'équipage restera inchangé ensuite durant la saison. Avec l'arrivée de Jesús Pareja, différents partenaires espagnols tels que Ducados (en), ¡Hola! rejoignent l'écurie. Pour cette épreuve, la voiture se qualifie en 12e position. Aux mains de Jürgen Lässig et ensuite Hervé Regout, la voiture remonte jusqu'à la 6e position. Jesús Pareja prend ensuite le volant mais doit rentrer aux stands à la suite d'un surrégime. Il retourne en piste ensuite pour quelques tours mais doit abandonner. Les 1 000 km de Silverstone suivantes sont une course sans soucis majeur. Hervé Regout prend le départ en 11e position et termine l'épreuve en 7e place avec comme seul problème, une crevaison. Pour les 24 Heures du Mans, la voiture se qualifie à la 14e place. À la faveur des premiers ravitaillements, la voiture pointe à la 4e place à l'issue de la première heure. La voiture rentre ensuite dans le rang et navigue entre la 10e et 13e position. Dans la soirée, elle remonte jusqu’à la 8e position, place qu'elle gardera jusqu’à l'arrivée. Pour les 1 000 km d'Hockenheim, la voiture, comme lors des dernières épreuves, se qualifia de nouveau à une modeste place, la 13e. La course est assez mouvementée avec un accrochage entre Jesús Pareja et « John Winter » et une erreur d'Hervé Regout dans une chicane qui endommage l'avant de la voiture. Malgré cela, la voiture passe le drapeau à damier en 7e position. La saison de l'Obermaier Racing se finit par la dernière manche européenne du Championnat du monde des voitures de sport, les 1 000 km de Spa. Une fois encore, la voiture est loin des avant-postes. Jürgen Lässig, qui avait pris le départ, endommage la suspension de la voiture et doit s’arrêter aux stands. La saison se conclut par une 8e place.

### Saison 1986
Lors de l'intersaison, la voiture a reçu quelques évolutions afin de la rendre un peu plus performante. La voiture a également changé de livrée pour devenir majoritairement jaune et blanche, couleur de Topoline, version italienne du fameux Mickey de Walt Disney, sponsor du nouveau pilote italien Fulvio Ballabio (en). Pour la première épreuve de la saison, l'épreuve sprint des 360 km de Monza, il sera rejoint par Richard Hamann. Durant les essais qualificatifs, la voiture rencontra des problèmes de volant moteur puis de turbo et se qualifia à la 14e place. Lors de la course, la voiture va profiter des problèmes de la concurrence pour finir à une 7e position. Pour les 1 000 km de Silverstone, Dudley Wood a rejoint l'équipe à la place de Richard Hamann. Jaguar rejoint également le Championnat du Monde des voitures de sports. Devant cette nouvelle concurrence, la Porsche 956 de l'Obermaier Racing se retrouve repoussé sur la grille de départ. Elle commença la course en 13e position pour finir en 12e place, sans avoir connu de problèmes à 17 tours des vainqueurs. 

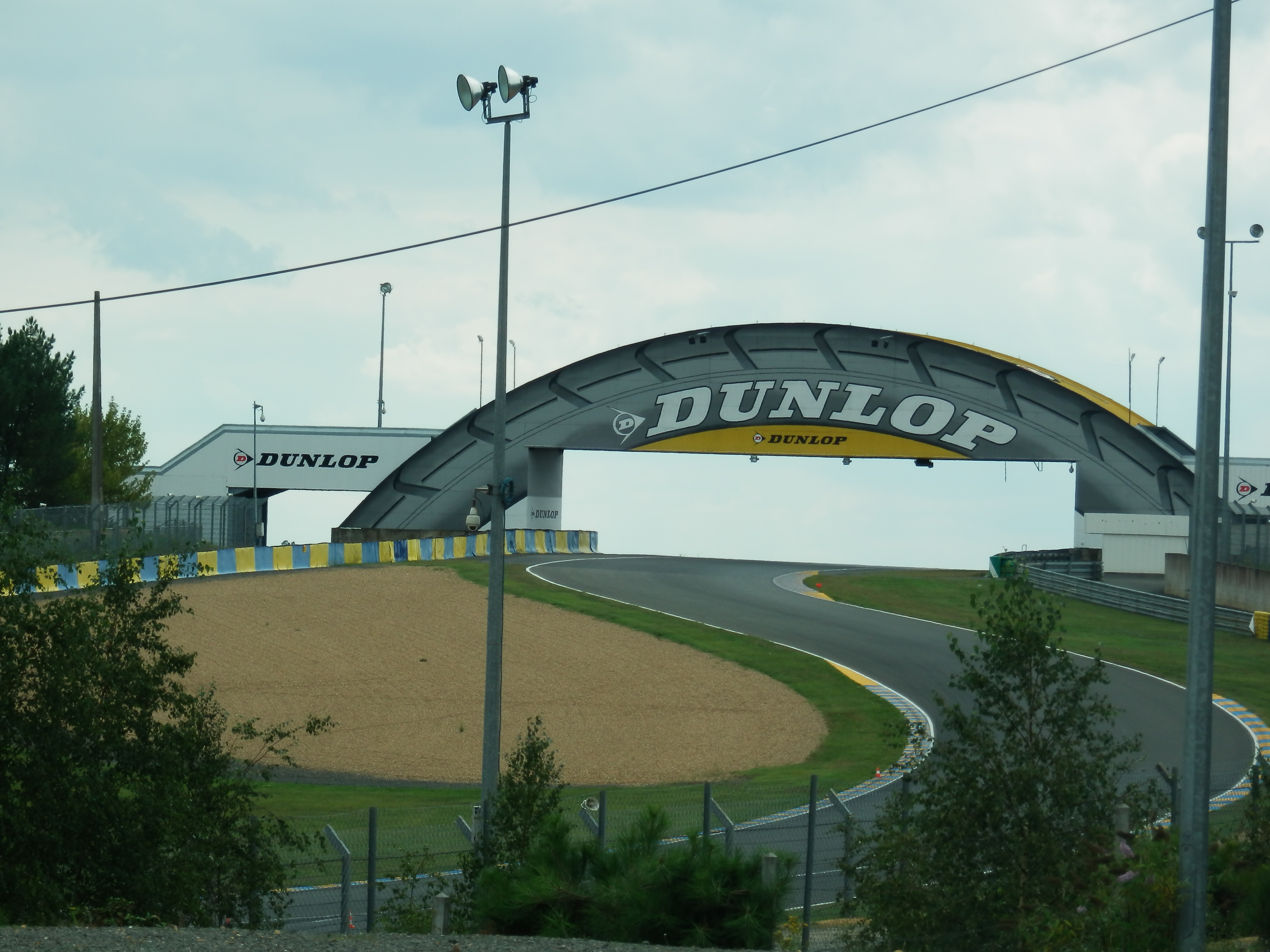
Circuit du Mans - Courbe Dunlop

Pour les 24 Heures du Mans, la voiture souffre d'importants problèmes de stabilité dans les lignes droites et les ajustements réalisés pénalisent grandement la vitesse de pointe de la voiture. Jürgen Lässig qualifia la Porsche 956 en 19e position. Malgré quelques incidents de course tels qu'un tête à queue, le resserrage d'un arbre de transmission, la voiture effectua une belle remontée et finira en 5e position. Aux 1 000 km de Brands Hatch, la voiture arriva avec des rapports de boites non adaptés. Cela fût corrigé et Jürgen Lässig se qualifia en 13e position. Il est à noter que durant ces qualifications, la voiture eu un léger accrochage avec une Bardon DB1 Ford. Le principal fait de course fût un accrochage avec la Jaguar XJR-6, alors aux mains d'Eddie Cheever. La Porsche bouclera les 1 000 km à la 8e place. Pour la course suivante, l'Obermaier Racing retrouvera le format sprint avec les 360 km de Jerez. Pour cette course, Fulvio Ballabio (en) réalisa le meilleur temps pour se positionner en 9e position. Pour cela, il avait augmenté la pression du turbo sans en avertir ses coéquipiers. Lors du départ, les 3 Jaguars entrent en collision dès le premier virage et permis ainsi à Fulvio Ballabio (en) de pointer en 5e position. Jürgen Lässig gagne encore une place ensuite et la voiture finira en 4e position, meilleure performance de l'année pour la vieillissante Porsche 956. Aux 1 000 km du Nürburgring, Harald Grohs remplaça Dudley Wood. Les conditions météorologiques ont été dantesques avec une météo qui se déchaina lors des premières heures de course. La visibilité était mauvaise et les accrochages se sont multipliés. La course a été alors arrêtée au 22e tour. Le retrait d'équipes et les abandons ont permis à la Porsche 956 de prendre place en 6e position sur la nouvelle grille de départ. Une fois la course relancée, 2 places sont de nouveau gagnées et la voiture passa le drapeau à damier en 4e position. Pour la dernière apparition de la Porsche 956 après 4 années de bons et loyaux services, l'écurie se rendit aux 1 000 km de Spa. Hervé Regout et Dudley Wood ont rejoint Jürgen Lässig pour cette dernière manche. La voiture se qualifia en 13e position mais fut contraint à un abandon à cause d'un problème de turbo au 11e tour.

### Saison 1987

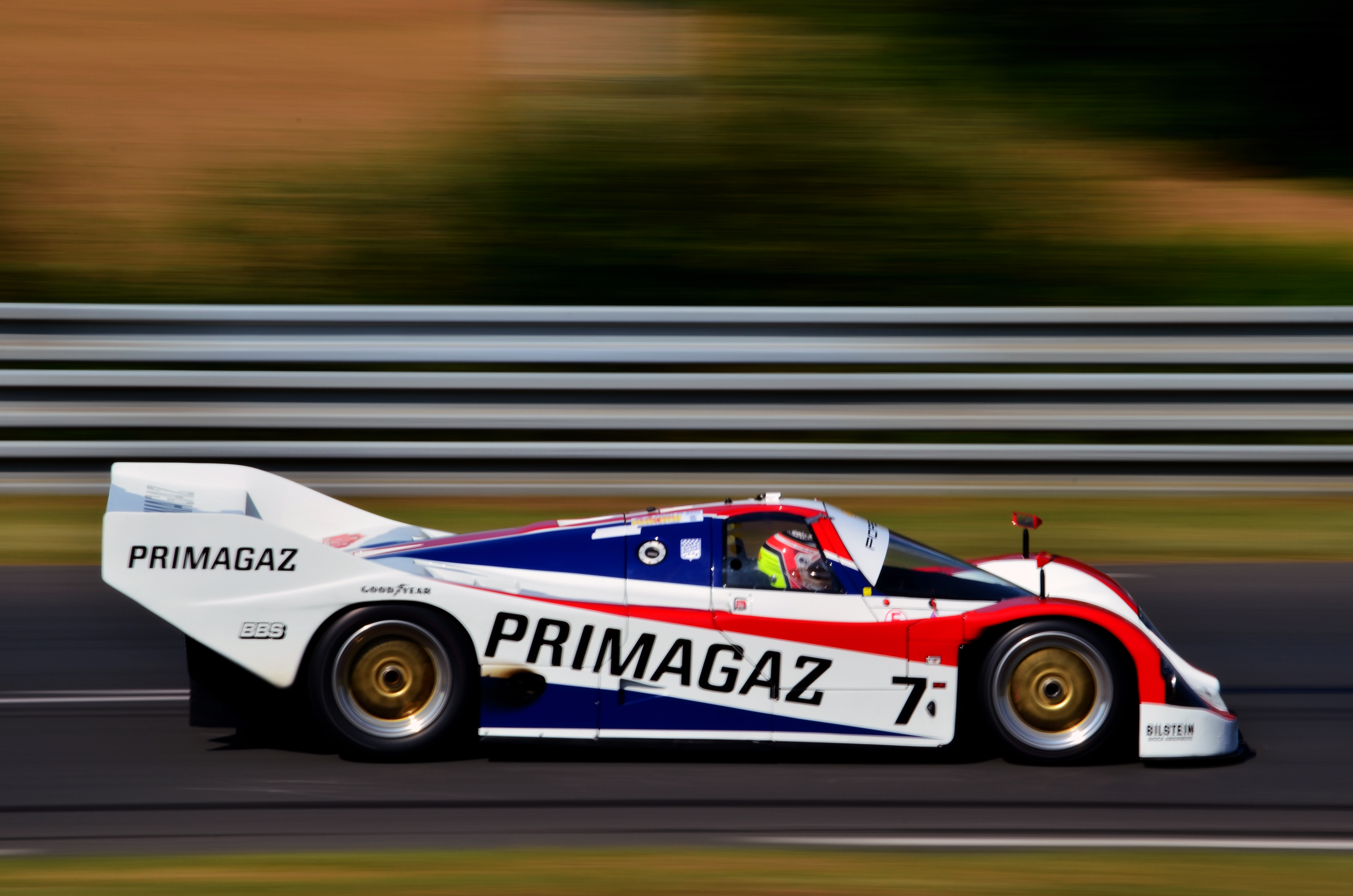
Porsche 962C Primagaz Compétition

Pour 1987, l'Obermaier Racing s'engage sous les couleurs du Primagaz Compétition. Le Primagaz Compétition engage tout d'abord pour le début du Championnat du Monde une Cougar C20 et à partir des 24 Heures du Mans, la nouvelle Porsche 962C de l'Obermaier Racing. Aux mains de Jürgen Lässig, Pierre Yver et Bernard de Dryver, la Porsche 962C n°72 se qualifia en 18e position aux 24 Heures du Mans. Ces 24 Heures ont été ponctuées par un duel entre Porsche et Jaguar avec 3 voitures officielles engagées de chaque côté. Porsche pouvait également compter sur 8 Porsche engagées par des écuries privées dont celle du Primagaz Compétition. Cette édition fût marquée par un grand nombre d'abandons car seulement 12 voitures franchirent la ligne d'arrivée. l'Obermaier Racing obtient alors l'un de ses meilleurs résultats en se classant 2e au classement général. L'épreuve suivante était une course sprint, les 200 Miles du Norisring. La Porsche 962C, aux mains de Jürgen Lässig et Pierre Yver, se qualifia en 15e position. Elle termina la première épreuve en 8e position, à cinq tours du vainqueur, et la seconde épreuve en 5e position, toujours à 5 tours du vainqueur. Pour les 1 000 km du Nürburgring, Jürgen Lässig, Cathy Muller et Bernard de Dryver étaient aux mains de la voiture. Ils se qualifièrent à la 14e position et finirent la course en 7e position. Pour la dernière course européenne de la saison, les 1 000 km de Spa, Jürgen Lässig, Pierre Yver et Bernard de Dryver étaient au volant de la Porsche 962C. Ils se qualifièrent en 12e position et gagnèrent 3 places en course pour finir en 7e position.

### Saison 1988
Pour 1988, le Primagaz Compétition s'engage de nouveau dans le Championnat du Monde des voitures de sport. Il fera appel à l'Obermaier Racing seulement pour les 24 Heures du Mans. Jürgen Lässig, Pierre Yver et Dudley Wood se qualifièrent à une modeste 24e position. La voiture progressa tout le long de la course pour finir en 11e position.

### Saison 1989
L'engagement de l'Obermaier Racing repris de l'envergure pour cette saison du Championnat du Monde des voitures de sport. Du fait de l'obligation de participer à toutes les épreuves du championnat du monde, sous peine d'amende, pour la première course au Japon, les 480 kilomètres de Suzuka, en partenariat avec le From A Racing, une Porsche 962C fût engagée avec Akihiko Nakaya et Harald Grohs comme pilote sous les couleurs du Obermaier Primagaz. Ils se qualifièrent en 5e position pour finir la course en 10e position. Pour la première course européenne, Jürgen Lässig et Pierre Yver reprirent les mains de la Porsche 962C de l'Obermaier Racing pour les 480 km de Dijon. Ils se qualifièrent à une très modeste 26e position et terminent la course à la 20e place. Ils participèrent ensuite aux 24 Heures du Mans, épreuve hors championnat cette année-là à la suite des querelles entre l'ACO et la FIA. Paul Belmondo rejoindra l'équipage pour cette course. Ils se qualifièrent à la 30e position. La course se finira malheureusement à la 5e heures à la suite d'un accident.

### Saison 1990

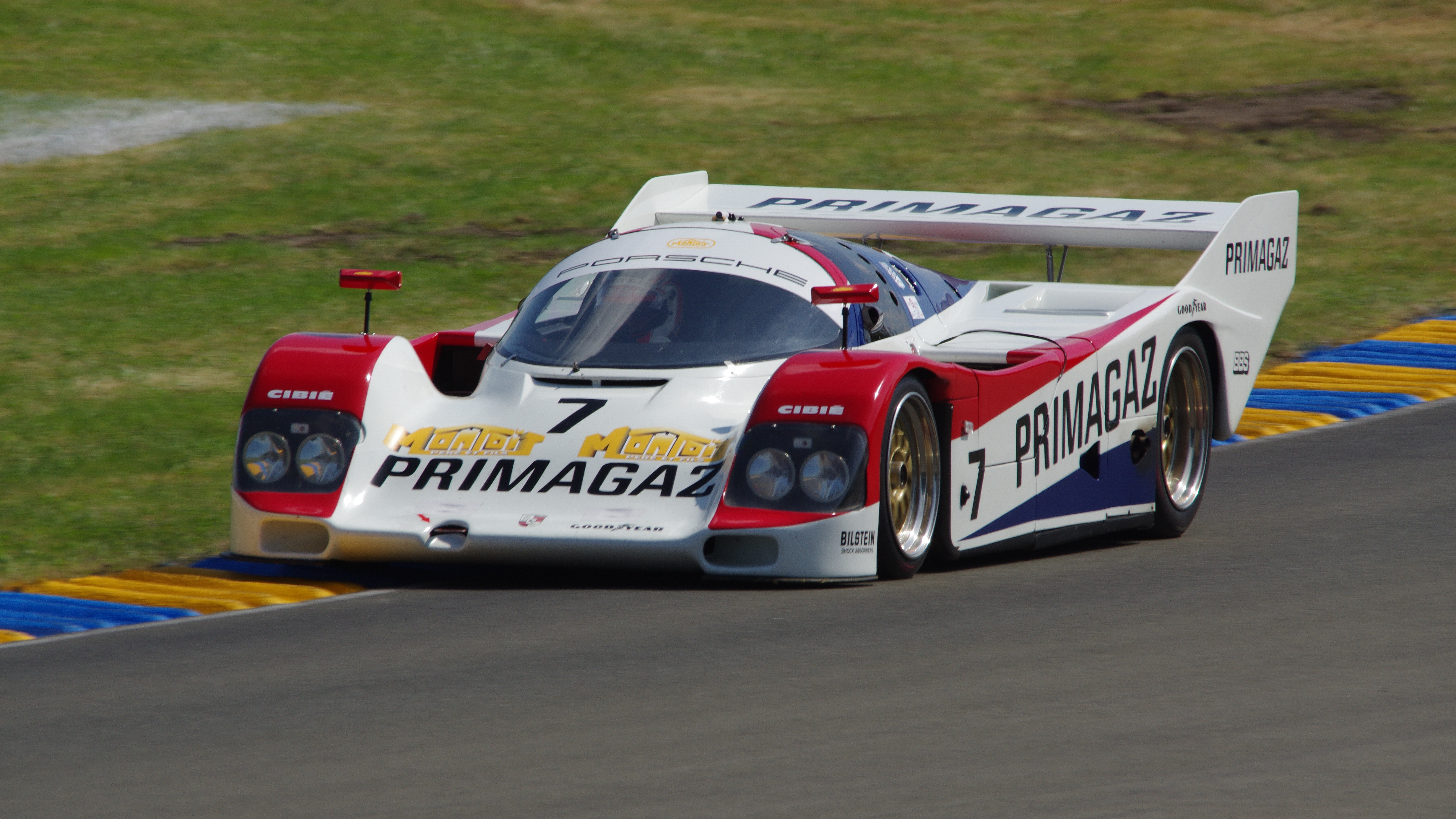
Porsche 962C de l'écurie Obermaier Primagaz ayant participé aux 24 Heures du Mans 1990

La saison 1990 fût l’apogée de l'engagement de l'Obermaier Racing dans le Championnat du monde des voitures de Sport. En effet, deux voitures, la 26 et la 27 ont été engagées pour l'intégralité du championnat. Pour la première manche, les 480 kilomètres de Suzuka, la n°26, aux mains d'Harald Grohs et de Jürgen Oppermann (de) se qualifia en 22e position sur la grille tandis que la n°27, aux mains d'Otto Altenbach et de Jürgen Lässig sera disqualifiée de l'épreuve à la suite d'un contrôle montrant que le poids minimal n'était pas respecté. Le week-end se soldera par un abandon de la n°26 à la mi-course à cause de problèmes électriques sur la voiture. De retour en Europe, pour les 480 km de Monza, la n°26 réalisa une bonne performance durant les qualifications en se positionnant à la 16e position. La n°27 sera elle un peu plus en retrait avec une 27e position sur la grille. La course sera plus difficile car malgré les différents abandons, la n°26 ne gagnera qu'une place pour finir à la 15e place tandis que la n°27 joua une nouvelle fois de malchance après la disqualification de Suzuka car elle dut abandonner en début de course à la suite d'un accident. Pour les 480 km de Silverstone, l'écurie mis en service une nouvelle voiture, la 962-902 à la place de la 962-155. La 962-155 effectuera tout de même quelques tours d'essai mais elle fût accidentée. La nouvelle 962-902, réalisée avec une coque carbone produite par la société Thompson, permis à l'équipage de la n°27 de progresser lors des qualifications. La n°26 se qualifia donc en 14e position avec la n°27 la talonnant à la 17e position sur la grille. La course, qui se soldera par un doublé Jaguar et d'aucune voiture a l'arrivée pour Sauber-Mercedes, permettra à la n°26 de progresser et de finir en 10e position et la 18e position pour la n°27. L'écurie se rendit ensuite en Belgique pour le 480 km de Spa. Comme pour Silverstone, l'écurie a réalisé de bonnes performances aux essais en qualifiant la n°26 en 14e position et la n°27 et 16e position. La chance n'était pas du côté de la n°26 car elle fut amenée à abandonner aux 17e tour à la suite d'un accident. La n°27 quant à elle terminera à la 11e place après avoir gagné cinq places. Pour la seconde année consécutive, les 24 Heures du Mans ne faisait pas partie du Championnat du Monde des voitures de sport. Malgré cela, l'Obermaier Racing se rendit dans la Sarthe comme la quasi-totalité des participants aux championnats du Monde à part Sauber-Mercedes. Marc Duez et Pierre Yver renforcèrent les équipages des deux voitures. 

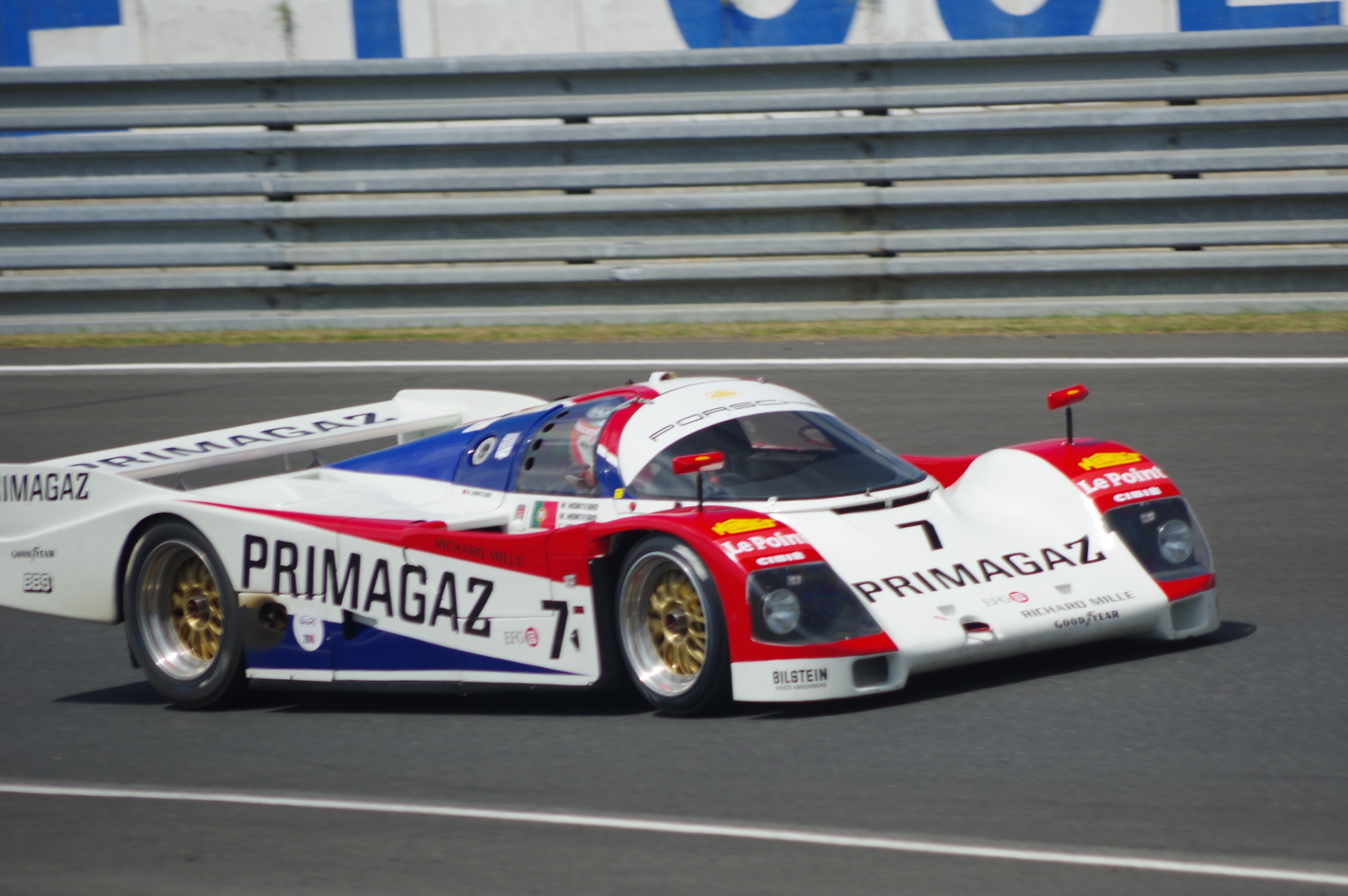
Porsche 962C de l'écurie Obermaier Primagaz ayant participé aux 24 Heures du Mans 1990

Pour ce millésime, deux chicanes avaient été mises en place sur la ligne droite des Hunaudières. Ces deux chicanes posèrent un dilemme aux écuries faisant courir des Porsche 962C. En effet, elles disposaient de 2 différents packages aérodynamiques et sur les recommandations de l'usine Porsche, le package faible appui fût sélectionné comme la grande majorité des écuries privées Porsche (Sauf une Porsche Brun Motorsport et une Porsche Alpha). La n°26 se qualifia en 15e position et la n°27 en 28e position. Durant la course, le package faible appui joua un bien mauvais tour aux Porsche 962C car celui-ci engendrait une usure prématurée des pneumatiques. Malgré cela, la n°27 réalisa une belle remontée pour finir en 9e position. La n°26, moins chanceuse, abandonnera durant la nuit à cause de problèmes de boite de vitesse. L'écurie revint ensuite au championnat avec les 480 km de Dijon. Les performances aux qualifications sont un peu plus en retrait avec une 18e place pour la n°26 et une 27e pour la n°27. La n°27 effectuera une belle remontée durant la course pour passer le drapeau à damier à la 17e. La n°26, à la suite d'un accident lors du premier départ avec la Porsche 962C du Richard Lloyd Racing, dû abandonner. Aux 480 km du Nürburgring, pour la première fois de la saison, la n°27 se qualifia devant la n°26, en 19e position sur la grille. Cela sera de même en course ou les deux voitures firent un tir groupé en 16e et 17e position, mais avec un tour d'intervalle. Pour la dernière course européenne de la saison, les 480 km de Donington, la n°27 rentra dans le rang et la n°26 se qualifia en 17e position tandis que sa sœur jumelle, la n°27, se qualifia en 24e position. La n°26 réalisa une bonne course en finissant à la 13e place. Ce fût malheureusement au tour de la n°27 de jouer de malchance et elle dut abandonner au premier tour à la suite d'un accident. Pour la manche canadienne du championnat, les 480 km de Montréal, les deux voitures de l'écurie réalisèrent un nouveau tir groupé en se qualifiant à la 17e et 18e place avec 0.4s de différence. À la suite d'un accident, la course a été arrêtée aux 61e tour. La n°26 se trouvait alors en 11e position et la n°27 en 17e position. Pour la dernière épreuve de la saison, les 480 km de Mexico, seul la n°27 participa à la course. En effet, à cause d'un problème de suspension, la n°26 fut accidentée et ne put participer à l'épreuve. La n°27 se qualifia en 18e position. La 962-902 clôturera sa carrière en course automobile par une 9e place.

### Saison 1993

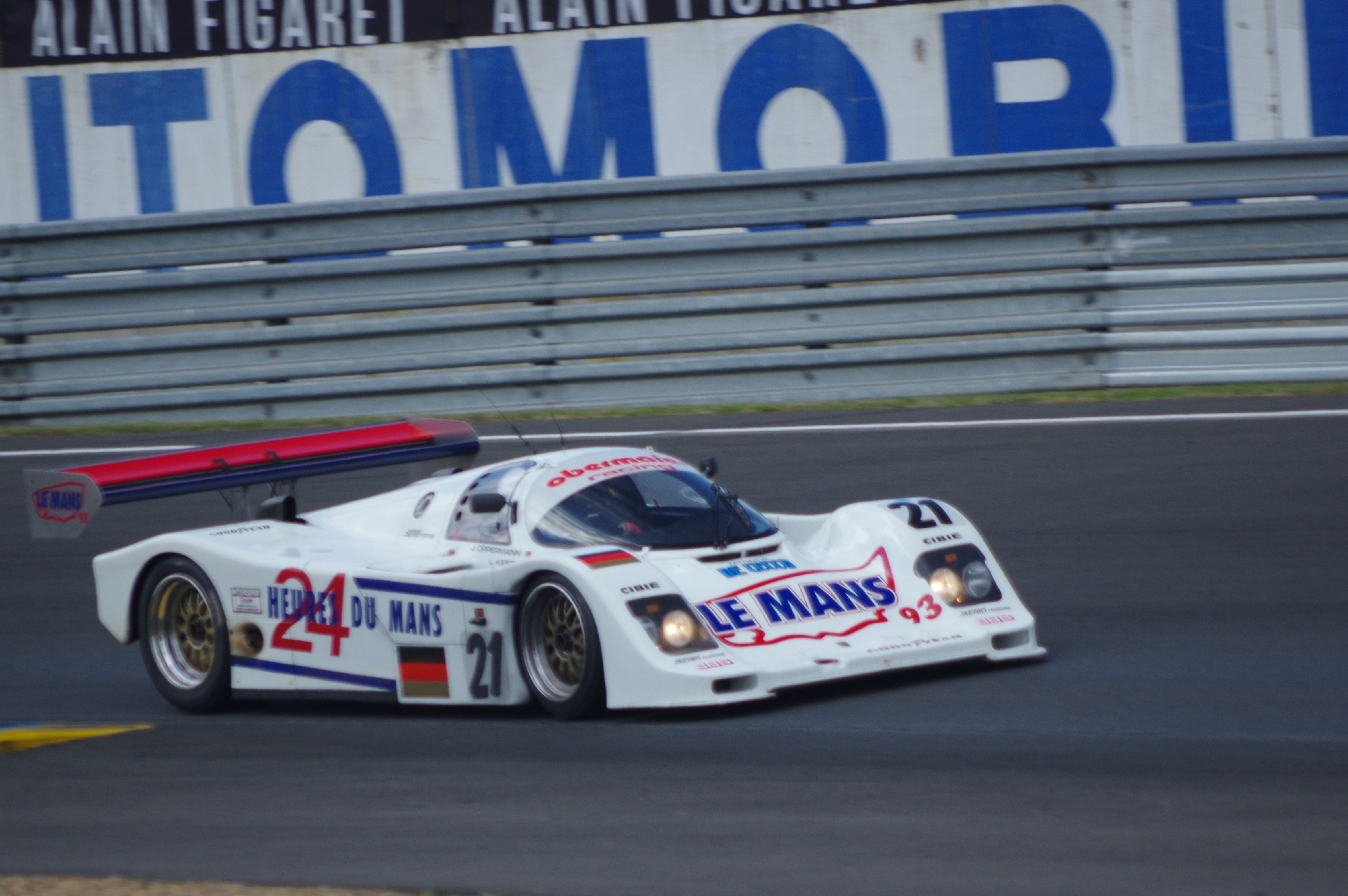
Porsche 962C de l'écurie Obermaier Racing ayant participé aux 24 Heures du Mans 1993

## Les voitures

### BMW M1
WBS59910004301042

### Porsche 935
009 0003

### Porsche 956
956-109 (183)

### Porsche 962C
962-130 (1987)
962-155 (1990)
962-165 (1990)- Porsche Weissach but raced by Obermaier Racing at the Nürburgring 1990.
962C-901 (1990)
962C-902 (1990)
900's by John Thompson

## Palmarès
- Championnat du Monde des Voitures de Sport

| Année | Classe | no | Voiture      | Châssis | Pneus | SUZ | MUG | MON | SIL | NÜR | LMS | DIJ | NOR | MAG | DON | MON | BRA | SPA | IMO | JER | JAR | MEX |
| ----- | ------ | -- | ------------ | ------- | ----- | --- | --- | --- | --- | --- | --- | --- | --- | --- | --- | --- | --- | --- | --- | --- | --- | --- |
| 1983  | C      | 18 | Porsche 956  | #109    | D     |     |     | 4   | 4   | 4   | 7   |     |     |     |     |     |     | 5   |     |     |     |     |
| 1984  | C      | 18 | Porsche 956  | #109    | D G   |     |     |     | Ret | 21  |     |     |     |     |     |     |     | 5   | 6   |     |     |     |
| 1984  | C      | 47 | Porsche 956  | #109    | D     |     |     | Ret |     |     | Ret |     |     |     |     |     |     |     |     |     |     |     |
| 1985  | C      | 26 | Porsche 956  | #109    | G     |     | 6   | Ret | 7   |     | 8   |     |     |     |     |     |     | 8   |     |     |     |     |
| 1986  | C      | 9  | Porsche 956  | #109    | G     |     |     | 7   | 12  | 4   | 5   |     | 7   |     |     |     | 8   | Ret |     | 4   |     |     |
| 1987  | C      | 72 | Porsche 962C | #130    | G     |     |     |     |     | 7   | 2   |     | 5   |     |     |     |     | 9   |     |     |     |     |
| 1988  | C      | 72 | Porsche 962C | #130    | G     |     |     |     |     |     | 11  |     |     |     |     |     |     |     |     |     |     |     |
| 1989  | C      | 72 | Porsche 962C | #130    | G     |     |     |     |     | 16  | Ret | 20  |     |     |     |     | 12  | 12  |     |     | 15  | Ret |
| 1990  | C      | 26 | Porsche 962C | #901    | G     | Ret |     | 15  | 10  | 17  | Ret | Ret |     |     | 13  | 11  |     | Ret |     |     |     | DNS |
| 1990  | C      | 27 | Porsche 962C | #155    | G     | DSQ |     | Ret |     |     |     |     |     |     |     |     |     |     |     |     |     |     |
| 1990  | C      | 27 | Porsche 962C | #902    | G     |     |     |     | 18  | 16  | 9   | 17  |     |     | Ret | 17  |     | 11  |     |     |     | 9   |
| 1991  | C      | 14 | Porsche 962C | #901    | G     |     |     |     |     |     |     |     |     | 10  |     |     |     |     |     |     |     |     |
| 1991  | C      | 51 | Porsche 962C | #901    | G     |     |     |     |     |     | Ret |     |     |     |     |     |     |     |     |     |     |     |
| 1991  | C      | 59 | Porsche 962C | #165    | G     |     |     |     |     | 4   |     |     |     |     |     |     |     |     |     |     |     |     |
| 1992  | C      | 67 | Porsche 962C | #901    | G     |     |     |     |     |     | 10  |     |     |     |     |     |     |     |     |     |     |     |
| 1993  | C      | 21 | Porsche 962C | #155    | G     |     |     |     |     |     | 7   |     |     |     |     |     |     |     |     |     |     |     |

- Championnat d'Europe des Voitures de Sport

| Année | Classe | no | Voiture     | Châssis   | Pneus | MON | SIL | NÜR | LMS | SPA | BRA | IMO | MUG |
| ----- | ------ | -- | ----------- | --------- | ----- | --- | --- | --- | --- | --- | --- | --- | --- |
| 1983  | C      | 11 | Porsche 956 | #102 #110 | G     |     | 8   | 6   | Ret | 3   | 1   | 2   | 4   |
| 1983  | C      | 16 | Porsche 956 | #102      | G     | 5   |     |     | 5   |     |     |     |     |

- Deutsche Rennsport Meisterschaft

| Année | Classe | no  | Voiture     | Châssis | Pneus | ZOL | NÜR | HOC | WUN | AVU | ZEL | MAI | ERD | NOR | NÜR | DIE | BRA | IMO | NÜR |
| ----- | ------ | --- | ----------- | ------- | ----- | --- | --- | --- | --- | --- | --- | --- | --- | --- | --- | --- | --- | --- | --- |
| 1983  | C      | 10  | Porsche 956 | #109    | D     |     |     |     |     | 4   |     |     |     |     |     |     |     |     |     |
| 1983  | C      | 122 | Porsche 956 | #109    | D     |     |     |     |     |     |     |     |     | Ret |     |     |     |     |     |
| 1984  | C      | 15  | Porsche 956 | #109    | D     |     |     |     |     |     |     |     |     | 4   |     |     |     |     |     |
| 1985  | C      | 26  | Porsche 956 | #109    | G     |     |     |     |     |     |     |     |     | 6   |     |     |     |     |     |

## Pilotes
- Otto Altenbach (27)
- Fulvio Ballabio (en) (6)
- Jürgen Barth (1)
- Paul Belmondo (1)
- Bernard de Dryver (4)
- Marc Duez (1)
- George Fouché (3)
- John Graham(1)
- Harald Grohs (18)
- Richard Hamann (1)
- Hans Heyer (1)
- Loris Kessel (1)
- Jürgen Lässig (60)
- Philippe Martin (1)
- Cathy Muller (1)
- Jürgen Oppermann (de) (16)
- Jesús Pareja (5)
- Axel Plankenhorn (de) (9)
- Hervé Regout (15)
- David Sutherland (1)
- Mike Thackwell (2)
- Desiré Wilson (1)
- Dudley Wood (6)
- Pierre Yver (17)